# Anton Brehme
Anton Brehme (Lipsia, 10 agosto 1999) è un pallavolista tedesco, centrale dello Jastrzębski Węgiel.

## Palmarès

### Squadra
- Campionato tedesco: 3

2020-21, 2021-22, 2022-23
- Coppa di Germania: 1

2022-23
- Supercoppa tedesca: 1

2021
- Coppa di Lega: 1

2022